# Ааронович, Сэм
Сэм Ааро́нович (англ. Sam Aaronovitch; 26 декабря 1919, Лондон — 30 мая 1998, там же) — британский экономист-марксист. Автор нескольких книг.
Родился в Ист-Энде, Лондон, в еврейской семье из рабочего класса.
В 1967—1971 годах учился в Баллиол-колледже Оксфорда.
Член Компартии Великобритании, входил в её исполком в 1965—1967 годах.
Работал в Политехнике Саут Бэнк (Лондонский университет Саут-Бэнк) с 1992 года): в 1971—1992 годах старший преподаватель по экономике, в 1975—1992 годах декан факультета экономики, в 1992—1997 годах профессор экономики.
В 1982 году основал и затем руководил Local Economic Policy Unit, а также её журналом Local Economy.
Был женат трижды: Берта, Кирстен, Лаванда. Имел пятеро детей:  двух дочерей и трёх сыновей — Бена (сценарист научно-фантастических сериалов), Дэвида (президент Национального союза студентов от Левого альянса, ныне журналист) и Оуэна (актёр).

## Книги
- Британский монополистический капитал (М., 1956)
- The Road from Thatcherism (1981)